# Cousins pour la vie
 (décembre 2018).
Si vous disposez d'ouvrages ou d'articles de référence ou si vous connaissez des sites web de qualité traitant du thème abordé ici, merci de compléter l'article en donnant les références utiles à sa vérifiabilité et en les liant à la section « Notes et références ».
Cousins pour la vie (Cousins for Life) est une série télévisée américaine créée par Kevin Kopelow et Heath Seifert,, diffusée en avant-première le 24 novembre 2018 sur Nickelodeon, puis officiellement diffusée depuis le 5 janvier 2019.
en France elle est diffusée depuis le 23 novembre 2019 sur Nickelodeon seulement en streaming.
en Belgique, elle est diffusée sur Nickelodeon depuis le 23 mars 2019 en télévision linéaire.

## Syno enpsis
Après que la mère de Stuart soit partie à l'étranger, son père, Clark, qui aime s'amuser, décide de déménager la famille à Portland. Il vit là-bas avec son frère Lewis, qui est coincé, et sa famille, qui comprend la cousine Ivy, une fille socialement active et confiante de Stuart, et son frère cadet et trop curieux, Leaf. Vivant maintenant dans une toute nouvelle ville, Stuart se lance dans diverses aventures avec Ivy. Bien que les cousins ne se voient pas toujours dans les yeux, Ivy et Stuart apprennent qu'ils sont mieux ensemble et, lorsqu'ils font équipe, ils sont imparables.

## Distribution

### Acteurs principaux
- Scarlet Spencer (VFB : Élisabeth Guinand) : Ivy
- Dallas Dupree Young (en) (VFB : Esteban Oertli) : Stuart
- Micah Abbey (VFB : Circé Lethem) : Leaf
- Ron G. (VFB : Alexandre Crépet) : Lewis
- Ishmel Sahid (VFB : Pierre Le Bec) : Clark

### Acteurs récurrents
- Jolie Hoang-Rappaport (VFB : Marie Braam) : Gemma
- Emma Shannon (VFB : Laetitia Liénart) : Millie

### Invités
- Lizzy Greene (VFB : Elsa Poisot) : Natalie
- Roman Reigns : Rodney
- Annie LeBlanc : elle-même
- Savannah May : Marigold
- Daniella Monet : Denise

## Production

### Développement
La série a été lancée avec une commande de vingt épisodes le 8 mars 2018 et sa première sortie est prévue pour 2018.
La production débute à Los Angeles en été 2018.
Le 29 octobre 2018, Nickelodeon a annoncé que la série sera diffusée en avant-première le 24 novembre 2018. De nouveaux épisodes seront diffusés dès le 5 janvier 2019.

### Fiche technique
- Titre français : Cousins pour la vie
- Titre original : Cousins for Life
- Création : Kevin Kopelow et Heath Seifert
- Réalisation : Robbie Countryman, Jonathan Judge, Jody Margolin Hahn, Katy Garretson, Trevor Kirschner, Brian Stepanek, Adam Weissman
- Scénario : Kevin Kopelow, Heath Seifert, Rachel McNevin, Jim Hope, Loni Steele Sosthand, Wayne Conley, Jeny Quine, Kuamel Stewart, Steve Freeman
- Musique :
  - Compositeur(s) : Rick Butler et Fred Rapoport
  - Compositeur(s) de musique thématique : Rick Butler et Fred Rapoport
- Casting : Carol Goldwasser
- Cinématographie : Joseph W. Calloway
- Production :
  - Producteur(s) : Craig Wyrick-Solari, Vincent Brown & Wayne Conley
  - Producteur(s) exécutif(s) : Kevin Kopelow, Heath Seifert & Jeny Quine
- Société(s) de production : Kevin & Heath Productions, Nickelodeon Animation Studio
- Société(s) de distribution : Viacom Internationale Inc.
- Pays d'origine : États-Unis
- Langue originale : Anglais
- Format :
  - Format image : 720p (HDTV)
  - Format audio : 5.1 surround sound
- Genre : Comédie
- Durée : 25 minutes
- Diffusion :  États-Unis,  Belgique
- Public : Tout public

## Épisodes
| Saison | Saison | Épisodes | États-Unis       | États-Unis    | France           | France        |
| Saison | Saison | Épisodes | Début de saison  | Fin de saison | Début de saison  | Fin de saison |
| ------ | ------ | -------- | ---------------- | ------------- | ---------------- | ------------- |
|        | 1      | 20       | 24 novembre 2018 | 8 juin 2019   | 23 novembre 2019 | Date inconnue |

| №  | Titre français                           | Titre original                   | Première diffusion | Première diffusion | Code prod. |
| -- | ---------------------------------------- | -------------------------------- | ------------------ | ------------------ | ---------- |
| 1  | L'installation / L'arrivée / SOS animaux | Movin' In                        | 23 novembre 2019   | 24 novembre 2018   | 101        |
| 2  | Envahisseur de l'espace                  | Space Invader                    | 23 novembre 2019   | 5 janvier 2019     | 102        |
| 3  | Le défi corde à sauter                   | Scammer Time                     | 30 novembre 2019   | 12 janvier 2019    | 104        |
| 4  | Le jour des hot-dogs                     | Hot Dog Day Afternoon            | 7 décembre 2019    | 19 janvier 2019    | 105        |
| 5  | Un petit cochon s'en est allé au marché  | This Little Piggy Went to Market | 14 décembre 2019   | 26 janvier 2019    | 108        |
| 6  | Le terrible Quatuor                      | The Fearsome Foursome            | Date incoonue      | 2 février 2019     | 112        |
| 7  | Ivy à la rescousse                       | Super Ivy                        | Date incoonue      | 16 février 2019    | 111        |
| 8  | Arthur, star du net                      | Art-Thur                         | Date incoonue      | 23 février 2019    | 113        |
| 9  | Adieu, Arthur ?                          | A Farewell to Arthur?            | Date incoonue      | 2 mars 2019        | 115        |
| 10 | Les vêtements trop-dégradables           | Clothes Call                     | 7 décembre 2019    | 9 mars 2019        | 106        |
| 11 | Les enfants de la médaille               | Those Medal-ing Kids             | Date incoonue      | 16 mars 2019       | 118        |
| 12 | Le retour d'écolo-girl                   | Green Girl Returns               | Date incoonue      | 30 mars 2019       | 114        |
| 13 | Le jour des cousins                      | Cousins Day                      | Date incoonue      | 6 avril 2019       | 116        |
| 14 | Le gros lot                              | Eyes on the Prize                | 14 décembre 2019   | 13 avril 2019      | 107        |
| 15 | Operation Maman                          | Operation : Mom                  | Date incoonue      | 20 avril 2019      | 117        |
| 16 | Piégés à jamais                          | Trapped for Life                 | Date incoonue      | 27 avril 2019      | 120        |
| 17 | Le Fantôme                               | IvyScares                        | 30 novembre 2019   | 4 mai 2019         | 103        |
| 18 | Opération caritative                     | Service for the Service          | 21 décembre 2019   | 11 mai 2019        | 109        |
| 19 | Au Service des militaires                | Blending a Hand                  | Date incoonue      | 1er juin 2019      | 119        |
| 20 | Des vacances qui font tâche              | Stain-cation                     | 21 décembre 2019   | 8 juin 2019        | 110        |